# Johan Häggström
Johan Häggström (Lilla Lapträsk, 10 maart 1992) is een Zweedse langlaufer.

## Carrière
Häggström maakte zijn wereldbekerdebuut in januari 2017 in Ulricehamn. In januari 2019 scoorde de Zweed in Dresden zijn eerste wereldbekerpunten. In maart 2019 behaalde hij in Quebec zijn eerste toptienklassering in een wereldbekerwedstrijd. In januari 2020 stond Häggström in Dresden voor de eerste maal in zijn carrière op het podium van een wereldbekerwedstrijd. Op de wereldkampioenschappen langlaufen 2021 in Oberstdorf eindigde de Zweed als negentiende op de sprint en als 44e op de 50 kilometer klassieke stijl. Op de estafette eindigde hij samen met Oskar Svensson, Jens Burman en William Poromaa op de vierde plaats.

## Resultaten

### Wereldkampioenschappen
| Jaar | Plaats     | Resultaten                                                                  |
| ---- | ---------- | --------------------------------------------------------------------------- |
| 2021 | Oberstdorf | 19e Sprint (klassieke stijl) 44e 50 km klassieke stijl 4e 4×10 km estafette |

### Wereldbeker
Eindklasseringen
| Seizoen   | Algm | DI  | SP  | TdS |
| --------- | ---- | --- | --- | --- |
| 2018/2019 | 45e  | 80e | 25e | –   |
| 2019/2020 | 21e  | 47e | 9e  | 31e |
| 2020/2021 | 56e  | 90e | 23e | DNF |

### Marathons
Overige marathonzeges
| Nr. | Datum         | Plaats        | Marathon        | Onderdeel                      |
| --- | ------------- | ------------- | --------------- | ------------------------------ |
| 1.  | 13 april 2019 | Bruksvallarna | Fjälltopploppet | 35 km vrije stijl (massastart) |